# 压电光电子学
压电光电子效应 是利用在压电半导体材料中施加应变所产生的压电电势来控制在金属-半导体接触或者PN结处载流子的产生，传输，分离以及/或者复合，从而提高光电器件（例如光子探测器、 太阳能电池和发光二极管 ）的性能。佐治亚理工学院的王中林教授于2010年提出了这种效应的基本原理。

## 机制

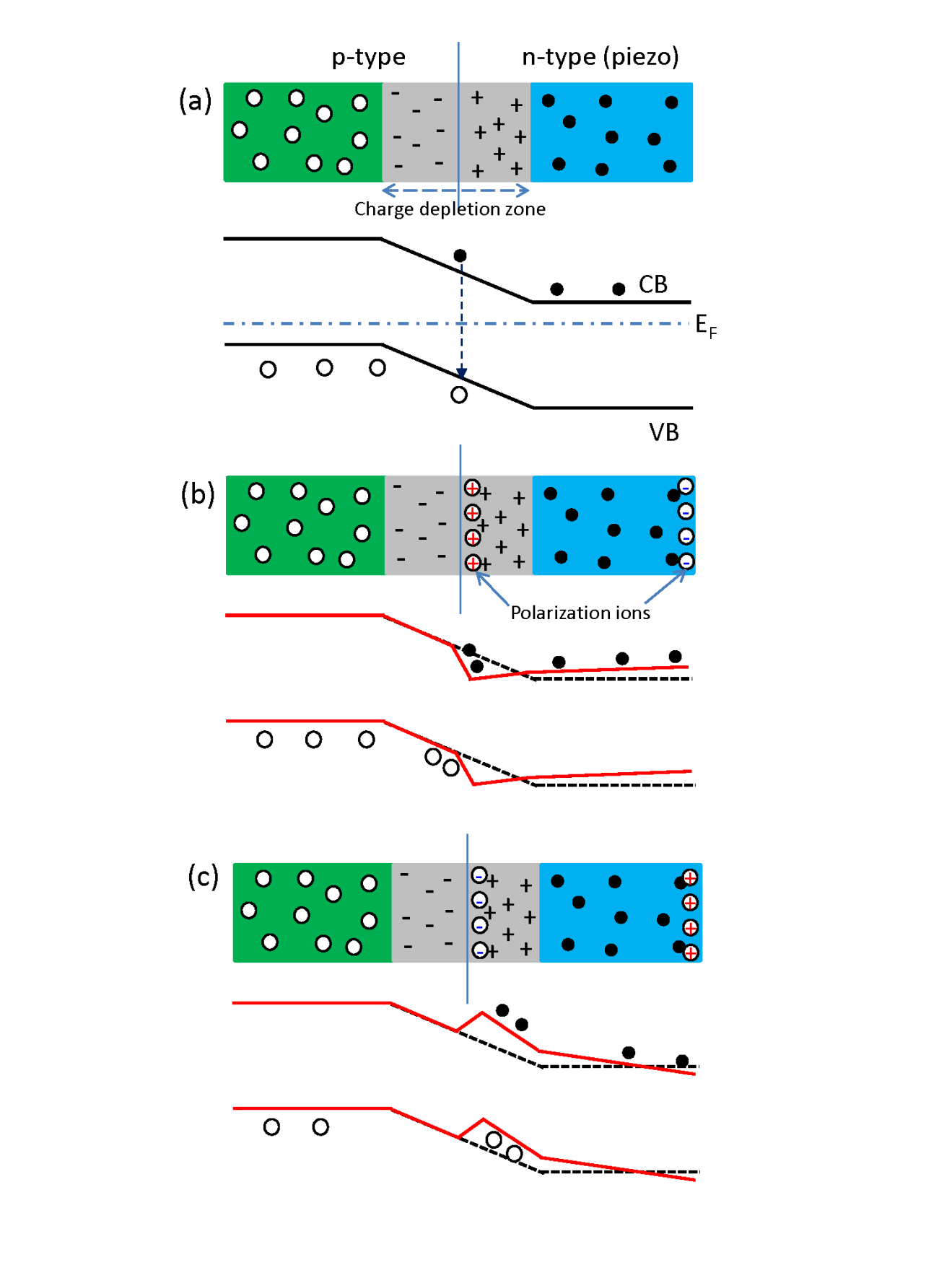
PN结的能带图（a）在没有压电电荷的情况，以及(b、c)在结区分别有正的和负的压电电荷的情况。红色的实线是当考虑压电电势时的能带图。由于压电电势改变的能带结构，空穴被俘获在界面处，这将增强电子-空穴的复合效率。

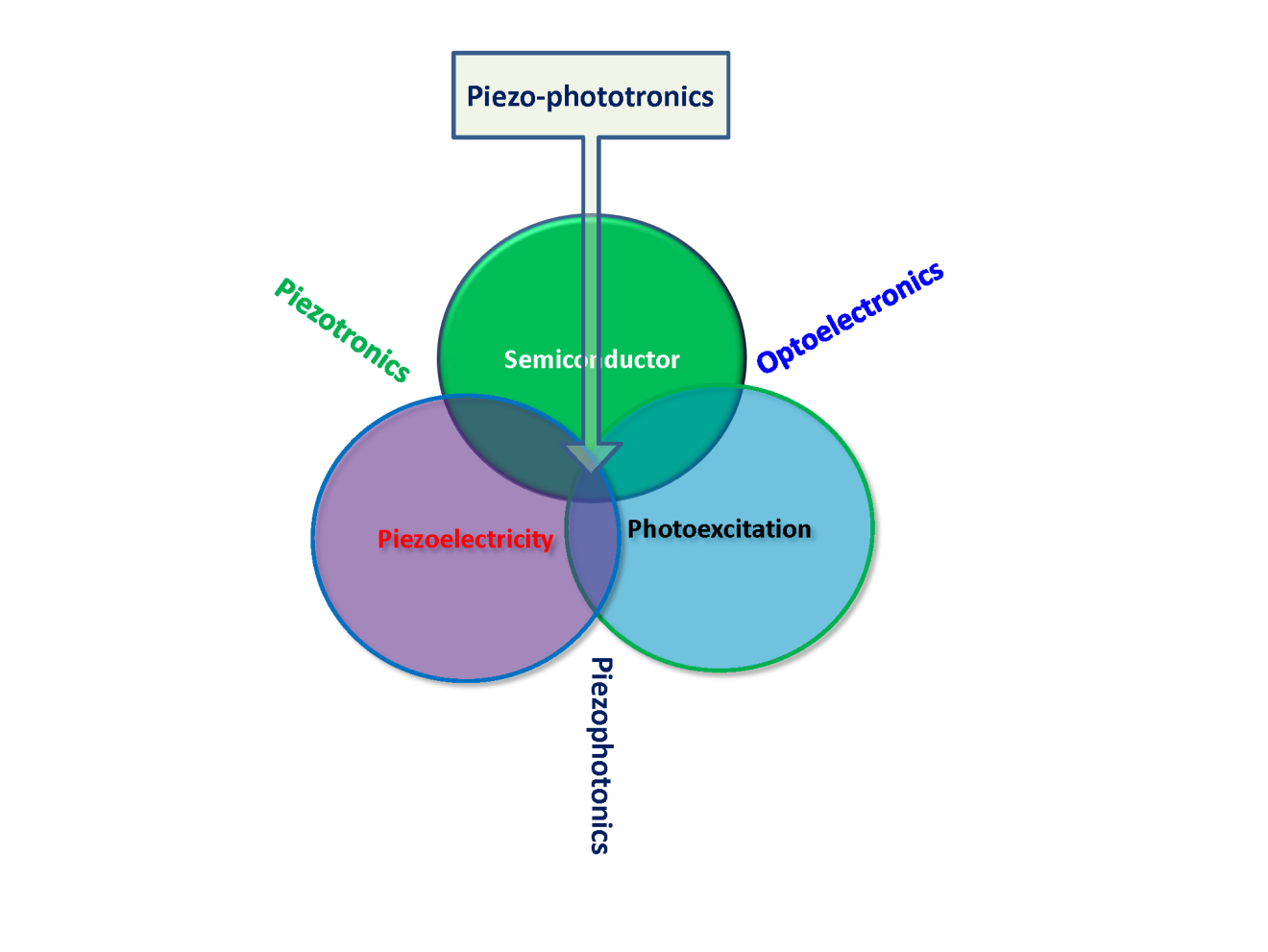
显示压电效应，光激发和半导体特性三者之间相互耦合的示意图。

当一个P型半导体和一个N型半导体形成一个结，P型那一侧的空穴和N型那一侧的电子趋向于在界面区域重新分布以平衡局域电场，这将导致一个电荷的耗尽层。在结区，电子和空穴的扩散以及复合强烈的受到局域电场分布的影响，而它与器件的光电子特性联系紧密。界面处存在的压电电荷会引入三种效应：由于引入的局域电场所导致的局域能带的移动、存在于压电半导体材料中的极化所导致的结区中能带的倾斜、以及为了平衡局域压电电荷局域电荷载流子进行重新分布所导致的电荷耗尽区的变化。在N型的半导体区域，结区中正的压电电荷降低能带，而负的压电电荷提高能带。 由于压电电势所导致的局域能带的改变可能会对电荷的俘获产生影响，从而使得电子-空穴的复合率得到极大的提高，这对于提高发光二极管的效率非常有用。而且，倾斜的能带趋向于改变向着结区移动的载流子的迁移率。
用于压电光电子学的材料应该具备三种基本的性质：压电效应、半导体特性以及光激发特性[5]。典型的是具有纤锌矿结构的材料，例如氧化锌、氮化镓和氮化铟。压电效应，光激发和半导体特性之间三者的耦合是压电电子学（压电效应-半导体特性耦合），压电光子学（压电效应-光子激发耦合），光电子学和压电光电子学（压电效应-半导体特性-光激发耦合）的基础。这些耦合效应的核心是压电材料中产生的压电电势。